# Joey DeMaio
Joey DeMaio (født 6. marts 1954) er en amerikansk bassist, mest kendt som medlem af heavy metal bandet Manowar.